# Садеу (перевал)
Саде́у (Садів) — гірський перевал у Покутсько-Буковинських Карпатах (Українські Карпати). Розташований у Вижницькому районі Чернівецької області, на південний схід від села Долішній Шепіт, між верхів'ями річок Бурсуки (один з витоків Серету) і Садеу (притока Сучави).
Висота перевалу — 1077,3 м над р. м. Його схили порівняно стрімкі, заліснені. На схід від перевалу розташований хребет Чимирна, на захід — хребет Довгий Грунь.
Неподалік від перевалу (на південь) проходить українсько-румунський кордон. У цьому районі з українського боку немає жодного населеного пункту. Тому перевал виключно пішохідний та умовно проїзний — ним користуються хіба що туристи, лісники та прикордонники.
На заході від перевалу бере початок річка Зубринець, ліва притока Руської.

## Цікаві факти
У 1951—1953 рр. через перевал була прокладена вузькоколійна залізниця. Цікавим є те, що рух через сам перевал здійснювався на канатно-рейковій тязі. Тобто вагони перетягали тросами за принципом противаг — один вагон піднімався по одному схилу, а із протилежного схилу інший опускався. Вниз ішли вагони, завантажені лісом, а уверх — порожні. У 1965 р вузькоколійка була закрита, а до 1970 р. — розібрана.